# Pleuroxus truncatus
Pleuroxus truncatus är en kräftdjursart som först beskrevs av Otto Friedrich Müller 1785.  Pleuroxus truncatus ingår i släktet Pleuroxus och familjen Chydoridae. Inga underarter finns listade i Catalogue of Life.